# آرتیوم نازاروف
آرتیوم ویاچسلاوی نازاروف (روسی: Артём Вячеславович Назаров؛ زادهٔ ۲۰ ژوئن ۱۹۷۷) بازیکن فوتبال در پست هافبک ارمنی‌تبار اهل ترکمنستان است.

## باشگاهی
از باشگاه‌هایی که در آن بازی کرده‌است می‌توان به باشگاه فوتبال موردوویا سارانسک اشاره کرد.

## تیم ملی
وی همچنین در تیم ملی فوتبال ترکمنستان بازی کرده‌است.